# Edsbruk
Edsbruk is een plaats in de gemeente Västervik in het landschap Småland en de provincie Kalmar län in Zweden. De plaats heeft 311 inwoners (2005) en een oppervlakte van 72 hectare.